# Dzsinno Takuja
Dzsinno Takuja (Szaitama, 1970. június 1. –) japán válogatott labdarúgó.

## Nemzeti válogatott
A japán válogatott tagjaként részt vett az 1992-es Ázsia-kupán.